# Operacja gospodarcza
Operacja gospodarcza – zdarzenie gospodarcze, które powoduje zmiany w składnikach bilansu. 
Cechy charakterystyczne operacji gospodarczych:
1. ścisły związek z przedmiotem działalności prowadzonej przez jednostkę,
2. określenie terminu wystąpienia operacji – data,
3. obowiązek udokumentowania,
4. masowość i powtarzalność powtarzania,
5. wywołanie zmian w składnikach bilansu,
6. wyrażone są wartościowo.

W operacjach gospodarczych wyróżniane są: 
1. operacje bilansowe (bezwynikowe),
2. operacje wynikowe.

Operacje gospodarcze powodujące zmiany w składnikach bilansu przyczyniające się do przemieszczenia tych składników nazywane są operacjami gospodarczymi bezwynikowymi (bilansowe operacje gospodarcze); np. spłata kredytu gotówką.
Wśród nich rozróżnia się:
- operacje aktywne, powodujące zmiany wyłącznie w aktywach (suma bilansowa bez zmian),
- operacje pasywne, powodujące zmiany wyłącznie w pasywach (suma bilansowa bez zmian),
- operacje aktywno-pasywne zwiększające, wzrost aktywów i pasywów (suma bilansowa wzrasta),
- operacje aktywno-pasywne zmniejszające, spadek aktywów i pasywów (suma bilansowa maleje).

Drugą grupą są operacje, które prowadzą do powstania zysku lub straty. Są to tak zwane operacje wynikowe np. przychody ze sprzedaży usług.